# تورستن اولمان
تورستن اولمان (انگلیسی: Torsten Ullman; ۲۷ ژوئیهٔ ۱۹۰۸ – ۱۱ مهٔ ۱۹۹۳) تیرانداز اهل سوئد بود.
وی در مسابقات کشوری و بین‌المللی در مجموع برندهٔ ۱ مدال طلا، ۲ مدال برنز شده‌است.